# NGC 3746
NGC 3746 is een balkspiraalstelsel in het sterrenbeeld Leeuw. Het hemelobject werd op 9 februari 1874 ontdekt door de Britse astronoom Ralph Copeland.

## Synoniemen
- UGC 6597
- VV 282
- MCG 4-28-5
- Arp 320
- ZWG 127.6
- HCG 57B
- PGC 35997